# لی کی-جو
لی کی-جو (انگلیسی: Li Ki-joo; ۱۲ نوامبر ۱۹۲۶ – ۹ دسامبر ۱۹۹۶) بازیکن فوتبال اهل کره جنوبی بود.
وی همچنین در تیم ملی فوتبال کره جنوبی بازی کرده‌است.